# عباس‌بیلی
عباس‌بیلی (به لاتین: Abbasbeyli) یک منطقه مسکونی در جمهوری آذربایجان است که در شهرستان ساعتلی واقع شده‌است.